# Der letzte Tag
«Der letzte Tag» (укр. Останній день) — четвертий сингл німецького поп-рок гурту Tokio Hotel. Взагалі-то, ця пісня була ще в їхньому дебютному альбомі Schrei, а цей сингл містить перезаписану версію, бо голос Білла Кауліца (вокаліста гурту) повністю змінився після завершення пубертату.  Перезапис, поряд з новою піснею «Wir schliessen uns ein» та піснею на стороні Б «Frei im freien fall» знаходяться в частині 1 синглу та на деяких копіях перевиданих і дороблених альбомів Schrei та Schrei — so laut du kannst. Невдовзі пісню було перекладено англійською для альбому Scream та названо Final Day. Її не було випущено як англомовний сингл.

## Музичне відео
Музичне відео для пісні Der letzte Tag — відео live-виступу гурту на даху однієї з будівель в Берліні. На початку відео, фанати гурту біжать по вулиці навпроти будівлі, де має виступати гурт. Білл починає співати, сидячи на краю будівлі зі звисаючими ногами. Під час відео Георг, Том і Білл бігають і стрибають по даху та одночасно грають музику. До того часу, коли гурт починає виконувати фінальний приспів, Георг, Том та Білл продовжують бігати та стибати. Фани також стрибають на місці. Музичне відео для пісні «Wir schliessen uns ein» починається на тому ж самому даху, а гурт потихеньку спускається до будівлі.

## Трекліст
CD-сингл, ч. 1
1. «Der letzte Tag» (сингл-версія) — 3:14
2. «Der letzte Tag» (ремікс Grizzly) — 3:14
3. «Frei im freien fall» — 3:03
4. «Wir schliessen uns ein» — 3:14
5. «Wir schliessen uns ein» (музичне відео) — 3:14

CD-сингл ч. 2
1. «Der letzte Tag» (Single version) — 3:14
2. «Der letzte Tag» (акустична версія) — 3:10
3. «Der letzte Tag» (музичне відео)  — 4:50
4. Tokio Hotel Gallery
5. «Der letzte Tag» (FanSpecial backstage live clip) — 3:20

## Чарти
| Чарт (2006)                | Максимальна позиція |
| -------------------------- | ------------------- |
| Ö3 Austria Top 40          | 1                   |
| Німецький Singles Chart    | 1                   |
| Швейцарський Singles Chart | 7                   |